# Mô hình chủ đề
Trong học máy và xử lý ngôn ngữ tự nhiên, một mô hình chủ đề là một dạng mô hình thống kê dùng để khám phá các tóm tắt "chủ đề" xảy ra trong một tập dữ liệu. Mô hình hóa chủ đề là một công cụ thường xuyên sử dụng để khám phá các cấu trúc ngữ nghĩa tiềm ẩn trong văn bản. Theo trực giác, cho trước một tài liệu về một chủ đề nào đó, một người có thể kỳ vọng những từ đặc trưng xuất hiện trong tài liệu theo tần số nhiều hay ít: "chó" và "xương" thường xuất hiện trong các tài liệu nói về chó, "mèo" và "meo" thường xuất hiện trong tài liệu nói về mèo, và những từ như "là" và "con" thường xuất hiện như nhau ở các tài liệu.